# صلاح الدين (سلسلة رسوم متحركة)
صلاح الدين (بالإنجليزية: Saladin: The Animated Series)‏ سلسلة رسوم متحركة ثلاثية الأبعاد 3D تقوم بإنتاجها ماليزيا بالشراكة مع قناة الجزيرة الفضائية